# In the Woods...
In the Woods... es una banda noruega de avant-garde metal formada en 1991 en Kristiansand. Publicó un total de cuatro álbumes de estudio, tres sencillos, un álbum recopilatorio y un álbum en directo hasta su desaparición en el año 2000. La mayoría de sus miembros provenían de otra banda llamada Green Carnation, a la que se volvieron a unir tras la ruptura de In the Woods..., salvo que en 2014 la banda anunció su reunión en el que publicarán su álbum Pure en 2016 después de mucho tiempo.

## Historia
In the Woods... comenzó como una banda de death metal tradicional llamada Green Carnation, pero cuando su principal compositor, Tchort, se unió como bajista a Emperor, los restantes miembros formaron In the Woods... La banda publicó una demo en 1993 titulada The Isle of Men y un LP llamado HEart of the Ages en 1995. Este álbum combina el black metal con voces femeninas, el sonido del teclado y tanto voces limpias como guturales. Su continuación, Omnio, presenta una música más experimental y está considerado como su mejor álbum. El tercer álbum, Strange in Stereo, marcó un cambio de estilo en la banda, ya que la música se volvió más oscura y depresiva.
En 1999 Tchort regresó a Green Carnation e invitó a los miembros de In the Woods... a unirse a él. En el 2000, la banda publicó Three Times Seven on a Pilgrimage, un recopilatorio de sus tres previos sencillos con versiones de Pink Floyd, Jefferson Airplane y King Crimson, junto con antiguas canciones remasterizadas o remezcladas. Tras la publicación de este trabajo, la banda dio un concierto de despedida en Kristiansand que incluyó a todos los miembros presentes y pasados de la banda. Este concierto fue grabado y publicado en 2003 en el disco en directo Live at the Caledonian Hall.

## Discografía
- Rehearsal '93 (demo) (1993)
- Isle of Men (demo) (1993)
- HEart of the Ages (1995)
- White Rabbit (sencillo) (1996)
- A Return to the Isle Of Men (reedición de la demo) (1996)
- Omnio (1997)
- Let There Be More Light (sencillo) (1998)
- Strange in Stereo (1999)
- Epitaph (sencillo) (2000)
- Three Times Seven on a Pilgrimage (2000)
- Live at the Caledonian Hall (2003)
- Pure (2016)
- Cease the Day (2018)
- Diversum (2022)
- Otra (2025)